# Flughafen Caxias do Sul

i8
i11
i13
Der Flughafen Caxias do Sul (portugiesisch Aeroporto de Caxias do Sul, auch Aeroporto Hugo Cantergiani, früher Campo dos Bugres Airport, IATA-Code: CXJ, ICAO-Code: SBCX) ist ein öffentlicher internationaler Flughafen, der sich 8 km südlich von Caxias do Sul, Brasilien befindet. Er liegt auf 754 m Seehöhe. Die Gesamtfläche des Flughafengeländes beträgt 445 ha. Der Flughafen besitzt eine Asphaltpiste mit einer Länge von 1670 m und 30 m Breite.

## Geschichte
Der Flughafen wurde 1941 eröffnet. In den frühen Tagen landeten REAL Transportes Aéreos, Sadia und Varig in Caxias do Sul. Im Jahr 1972 wurde die damals 1.200 Meter lange Landebahn asphaltiert.
Im Jahr 1988 begann der regelmäßige Linienverkehr, bei dem Embraer EMB 120 Brasilia-Maschinen mit 30 Sitzplätzen der Gesellschaft Rio Sul  eingesetzt wurden. Im Jahre 1993 wurden die Embraer Flugzeuge durch 108-sitzige Boeing 737-500 ersetzt. Im Februar 1996 nahm TAM den Linienflugverkehr in Caxias auf, der bis 2008 bestehen blieb.
Im Oktober 2004 startete Gol Linhas Aéreas den Linienbetrieb mit einer Boeing 737-700 und im Jahre 2011 Azul Linhas Aéreas.

## Flugbetrieb
Betreiber ist die Caxias do Sul Municipality. Im März 2023 wurde die Konzession von vom Bundesstaat Rio Grande do Sul auf  die Gemeinde Caxias do Sul übertragen.
Im Jahr 2022 fertigte der Flughafen 221.449 Passagiere ab.
LATAM Brasil, Gol Linhas Aéreas und Azul Linhas Aéreas sind die wichtigsten Fluggesellschaften, ⁣⁣die den Flughafen bedienen.